# SS Dakota
El Dakota fue un buque de vapor construido por la Eastern Shipbuilding Company de Groton, Connecticut, para la Great Northern Steamship Company, propiedad del magnate del ferrocarril James J. Hill, con el fin de mejorar y promover el comercio entre Estados Unidos y Japón.

## Hundimiento
El Dakota partió para su séptimo viaje transpacífico desde Seattle el 17 de febrero de 1907. El barco estaba bajo el mando del capitán Emil Francke, un ex oficial de la marina alemana y excapitán del vapor St. Louis de American Line y tenía una tripulación compuesta por 59 blancos y 220 chinos. El barco transportaba 94 pasajeros y 6.720 toneladas de carga general compuesta principalmente de algodón, trigo y harina y valorado en 445.984,00 dólares. El vapor pasó por Inuboye alrededor del mediodía del 3 de marzo y llegó a la vista del faro de Nojimazaki por la tarde, con el tiempo despejado y el mar en calma. Como el barco se retrasó un poco en su salida, el capitán Francke quiso ganar tiempo y llegar a Yokohama antes de que oscureciera y evitar todos los barcos pesqueros que inundarían la Bahía de Tokio y obligarían al barco a reducir la velocidad importantemente. Aproximadamente a las 16:00, el capitán Francke relevó al primer oficial y asumió el control del puente. El barco navegaba alrededor de las 16 1⁄2 nudos (19,0 mph; 30,6 km/h) en ese momento y navegaba muy cerca de la costa, contrariamente a una práctica aceptada, ya que se sabe que la zona está llena de rocas y arrecifes submarinos.
A las 17:04, mientras los pasajeros a bordo disfrutaban de su té en cubierta, el vapor encalló a toda velocidad sobre un arrecife a una milla de Shirahama. Debido a la velocidad del barco, pasó aproximadamente 3/4 de su longitud sobre el arrecife antes de detenerse, dañando su fondo en el proceso. El barco se llenó rápidamente de agua, hundiendo la proa hasta el segundo mástil, y apagando los motores, quedando sólo la parte de popa sobre el agua. El pánico se extendió entre los pasajeros, pero la tripulación restableció rápidamente el orden y se arriaron los botes salvavidas. Al estar a sólo una milla de la costa, un gran número de sampanes acudieron en su ayuda, así como los barcos de un vapor cercano, Tokai Maru, que presenció todo el incidente. Todos los pasajeros y la tripulación llegaron sanos y salvos a tierra y fueron alojados en el faro y en las aldeas cercanas, ya que la zona estaba muy escasamente poblada. El vapor Omi Maru fue enviado desde Yokohama para recoger a los pasajeros, pero tuvo que regresar con las manos vacías ya que era imposible acercarse a los restos del naufragio. Durante la noche del 3 de marzo, los lugareños saquearon los restos del Dakota y, en respuesta, el gobierno japonés envió el crucero Yaeyama y un torpedero para que estuvieran preparados para evitar más incidentes, pero solo se quedó por un corto tiempo debido a la imposibilidad de acercarse al naufragio.

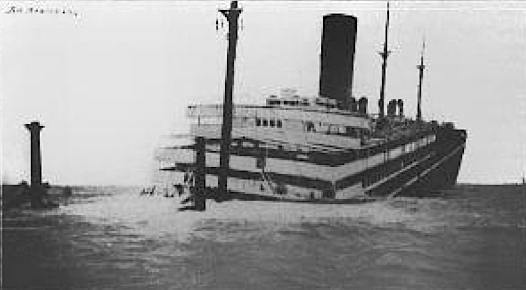
Dakota una hora después de chocar contra el arrecife.

Aproximadamente a las 08:40 del 5 de marzo, el vapor Hakuai Maru llegó al lugar para embarcar a los supervivientes, pero nuevamente le resultó imposible completar la tarea debido al fuerte viento y al mar embravecido. En cambio, los pasajeros y la tripulación, con la excepción del capitán Francke y algunos oficiales que se quedaron atrás, viajaron por tierra hasta la cercana ciudad de Tateyama, donde el Hakuai Maru los embarcó a todos junto con diez bolsas de correo y partió a las 16:30 hacia Yokohama y llegó al puerto sobre las 21:00 horas. La mayoría de la tripulación salió de Yokohama el 11 de marzo hacia Tacoma a bordo del vapor Tremont, mientras que la mayoría de los pasajeros blancos regresaron a Estados Unidos vía Siberia.
El 11 de marzo, los propietarios abandonaron el barco a los aseguradores, y James Hill cobró 2.500.000,00 dólares en dinero del seguro Los restos del naufragio fueron examinados posteriormente por buzos que afirmaron que el fondo tenía solo cuatro agujeros en el lado de estribor y que las perspectivas de reflotar el barco no eran tan malas como pensaban originalmente. Las operaciones de salvamento comenzaron el 19 de marzo, pero sólo duraron cuatro días cuando el Dakota se rompió en medio del barco durante un vendaval los días 22 y 23 de marzo. Sólo se salvó alrededor del 5% de su cargamento. En mayo de 1907, los restos del naufragio se rompieron por completo y desaparecieron bajo el agua.
En abril de 1907 se llevó a cabo una investigación sobre la pérdida en Seattle. El capitán Francke afirmó que el barco fue arrastrado hacia las rocas por una fuerte corriente y que todos sus intentos de cambiar el rumbo fueron infructuosos porque el mecanismo de gobierno no respondía.. Su ingeniero jefe afirmó que no había ningún problema con el mecanismo de dirección. La comisión encontró a Emil Francke culpable de navegación descuidada e irresponsable, ya que viajó demasiado rápido y demasiado cerca de la costa conocida por sus peligros, nunca intentó establecer la posición del barco porque no se realizaron sondeos y abandonó el barco demasiado rápido y lo abandonó. abierto a saqueadores a pesar de que el barco permaneció a flote durante muchos días después del accidente. Le suspendieron la licencia por 2 años y medio, pero como su licencia expiró el 2 de mayo y la decisión se dictó después de esa fecha, era legalmente inaplicable. Sin embargo, el capitán Francke apeló la decisión y primero se redujo el castigo a 18 meses, pero luego fue censurado aún más.
Después de que el barco se perdió, Hill prometió no fabricar más barcos bajo bandera estadounidense, señalando el alto costo de mantener un barco en Estados Unidos en comparación con Japón debido a restricciones que consideraba "onerosas". Hill finalmente construyó más barcos, como el Great Northern y el Northern Pacific.